# Jun Hjonszok
Jun Hjonszok (hangul: 윤현석, RR: Yun Hyeon-seok; 1984. augusztus 7. – 2003. április 26.) dél-koreai emberi jogi és civil aktivista, LMBT költő és író. Álnevei Juk Udang ((육우당, 六友堂), Yook Woo-Dang), Szolhon (설헌, 雪軒, Seolheon) és Midong (미동, 美童) voltak.